# Харисън Омоко
Харисън Омоко (на английски: Harrison Omoko) е нигерийски футболист, защитник.

## Кариера
Цялата му кариера минава в Украйна. Последователно играе за Динамо Киев, Арсенал Киев, Ворскла, Зоря Луганск и Волин Луцк.